# Hanauer Kreuz
Das Hanauer Kreuz ist ein Autobahnkreuz in Hessen. Hier treffen sich die Bundesautobahnen 45 und 66 sowie die autobahnähnlich ausgebaute Bundesstraße 43a. Die beiden genannten Autobahnen führen von hier aus auf einer etwa 3 km langen, gemeinsamen Trasse nach Nordosten und trennen sich am Langenselbolder Dreieck wieder.

## Geographie
Das Autobahnkreuz befindet sich zum größten Teil auf dem Stadtgebiet von Hanau im Stadtteil Wolfgang, lediglich kleine Teile in Westen und Norden liegen auf dem Gebiet der Gemeinde Erlensee. Das umliegende Gebiet ist dicht bewaldet und nahezu nicht besiedelt. Das Stadtzentrum von Hanau liegt etwa 5 km westlich. Weitere Großstädte sind Frankfurt am Main ca. 20 km westlich und Offenbach ca. 16 km südwestlich.
Neben den genannten Autobahnen und der autobahnähnlichen Bundesstraße kreuzen auch die Bahnstrecke Frankfurt–Göttingen und die L 3483 (Rodenbacher Chaussee) das Bauwerk. Im äußeren westlichen Teil wird außerdem die Kinzig überquert.
Auf der BAB 45 trägt das Autobahnkreuz die Anschlussstellennummer 43, auf der BAB 66 die Nummer 38.

## Geschichte
Die Fortsetzung der von Dortmund kommenden Autobahn (Sauerlandlinie) in Richtung Hanau und weiter zum Anschluss an die Autobahn Frankfurt–Nürnberg war schon Anfang der 1960er Jahre geplant. Eine leistungsstarke Ost-West-Verbindung nördlich des Mains zwischen Wiesbaden, Frankfurt und Hanau war unter dem Namen Rhein-Main-Schnellweg ab 1954 fester Bestandteil der Straßenplanungen der hessischen Landesregierung. Diese Verbindung wurde ab 1963 als Ost-West-Autobahn weiter geplant, die im Endausbau von der belgischen Grenze in der Eifel über Bingen, Mainz, Wiesbaden, Frankfurt und Hanau bis nach Fulda geführt werden sollte.
Bei der Einleitung des Raumordnungsverfahren für die Autobahn Gießen–Aschaffenburg im Jahr 1968 stellte sich die Frage der Verknüpfung mit der geplanten Ost-West-Strecke im Hanauer Raum. Die zunächst vorgesehene Trasse sollte, von Langenselbold her kommend, östlich an Niederrodenbach vorbeigeführt werden und über den Main zur Autobahn Frankfurt–Nürnberg westlich von Seligenstadt verlaufen. Dabei wäre bayerisches Gebiet gänzlich vermieden und Hanau über eine Anschlussstelle mit der B 8 angeschlossen worden. Diese Trasse erwies sich als ungünstig, zum einen aufgrund der relativ weiträumigen Umgehung von Hanau, zum anderen gestaltete sich die Ausarbeitung eines Knotenpunkts mit der Strecke Frankfurt–Fulda auf dieser Trasse als problematisch. Um bebautes Gebiet zu vermeiden und das Waldgebiet in geringerem Maße zu zerschneiden, legte man die Trasse der Autobahn entlang der Kinzigniederung bei Rückingen. Ein weiterer Vorteil war die Möglichkeit, eine zusätzliche leistungsfähige Verbindung nach Hanau zu schaffen. Anfang 1972 wurde diese Streckenführung durch den Bundesverkehrsminister endgültig bestimmt.
Mit der Einführung des Nummernsystems für Bundesautobahnen zum 1. Januar 1975 wurde der Autobahn Dortmund–Gießen–Aschaffenburg die Nummer BAB 45 (Bundesautobahn 45) zugewiesen. Die Strecke Frankfurt–Fulda wurde Teil der BAB 66 und eine dritte Autobahn war zwischen Hanau und Dieburg als BAB 683 geplant. Mit dem Bau der BAB 66 westlich von Hanau wurde 1971 begonnen, nachdem im Zuge der Aufstellung des Frankfurter Generalverkehrsplans von 1970 die Trassenführung feststand. Aufgrund von Klagen verzögerte sich der Bau im Abschnitt Bergen-Enkheim bis Hanau-West um einige Jahre.
Während der Bauarbeiten für die ersten Abschnitte der BAB 45 war eine direkte Weiterführung der BAB 66 über das Autobahnkreuz hinaus nach Fulda vorgesehen. Diese Trasse wäre durchgehend parallel zur Kinzig und zunächst relativ eng an der geplanten Trasse der BAB 45 verlaufen, ehe sie der zwischen Erlensee und Rothenbergen zweibahnig ausgebauten B 40 parallel gefolgt wäre. Noch 1980 war diese Trasse geplant, sie sollte diesmal aber erst zwischen Langenselbold und dem Hanauer Kreuz von der BAB 45 abzweigen. Mitte der 1980er Jahre widmete man die autobahnähnlich ausgebaute B 40 schließlich zur BAB 66 um und baute sie über Gelnhausen weiter durchs Kinzigtal. Seitdem ist der Abschnitt zwischen dem Langenselbolder Dreieck und dem Hanauer Kreuz beiden Autobahnen zugewiesen.
Der Bau der BAB 45 zwischen Langenselbold und dem Seligenstädter Dreieck, damals noch Seligenstädter Kreuz, begann 1976 und dauerte zwei Jahre. Es handelte sich um den letzten fertiggestellten Abschnitt der kompletten Autobahnstrecke zwischen Dortmund und der Bundesautobahn 3 westlich von Aschaffenburg. Das Autobahnkreuz mit der nach Frankfurt führenden BAB 66 wurde in der Planungs- und Bauphase auch als „Bulauknoten“ bezeichnet (nach dem umliegenden Waldgebiet), ein weiterer Alternativtitel war „Kinzigkreuz“. Zusammen mit dem Kreuz wurde auch ein rund 2 km langer Abschnitt der BAB 66 zur nächsten Anschlussstelle Erlensee mitgebaut und ging zusammen mit der BAB 45 im Jahr 1978 in Betrieb. Am 20. November 1979 folgte der Abschnitt Bergen-Enkheim bis Hanau West und am 12. August 1983 Hanau-West bis Erlensee.
Die BAB 683 nach Dieburg war zu zum Zeitpunkt der Eröffnung des Autobahnkreuzes noch nicht gebaut worden, auch wenn Vorleistungen bestanden. Ab Anfang der 1980er Jahre wurde diese Planung als Bundesstraße geführt (B 43a bzw. B 45). Fertigstellung der Mainbrücke zwischen Hanau-Großauheim und -Steinheim war 1981, der restliche Streckenverlauf folgte 1982. Seit dem Umbau der Anschlussstelle Hanau der BAB 3 um die Jahrtausendwende besteht eine durchgehende autobahnähnliche Verbindung von Darmstadt bis zum Hanauer Kreuz.

## Bauform und Ausbauzustand
Die Bundesautobahn 45 ist in Richtung Aschaffenburg vierstreifig ausgebaut, ebenso die B 43a. Die Bundesautobahn 66 weist in Richtung Frankfurt sechs Fahrstreifen auf, die direkt hinter der nächstfolgenden Anschlussstelle Erlensee auf vier Fahrstreifen verengt werden. Die gemeinsame Trasse der beiden Autobahnen bis zum Langenselbolder Dreieck ist achtstreifig, wobei in jede Fahrtrichtung jeweils zwei Fahrspuren mit Blockmarkierung voneinander abgetrennt sind. Die BAB 45 in Richtung Aschaffenburg weist darüber hinaus einen überbreiten Mittelstreifen als Vorleistung für einen ehemals geplanten sechsstreifigen Ausbau auf.
Alle Überleitungen zwischen der BAB 45 und der BAB 66 haben, mit Ausnahme der mittlerweile einspurigen Verbindung Frankfurt–Aschaffenburg, durchgehend zwei Fahrspuren. Die Rampen von und zur B 43a sind größtenteils einspurig, mit Ausnahme der zweispurigen Relation Gießen/Fulda–Dieburg.
Die Bauform des Autobahnkreuzes entspricht einem Kleeblatt mit Tangentenlösung(en). Eine ähnliche Bauform hat das Autobahnkreuz München-Süd.

## Besonderheit
Am Hanauer Kreuz tritt eine in Deutschland eher seltene Parallelführung zweier Autobahnen auf. Die A 66 und A 45 bilden am Hanauer Kreuz eine gemeinsame, achtstreifige Autobahn, bis diese dann wieder am ca. 2,75 Kilometer entfernten Langenselbolder Dreieck entflochten werden.

## Verkehrsaufkommen
| Von                                 | Nach                      | Durchschnittliche tägliche Verkehrsstärke | Durchschnittliche tägliche Verkehrsstärke | Durchschnittliche tägliche Verkehrsstärke | Anteil Schwerlastverkehr | Anteil Schwerlastverkehr | Anteil Schwerlastverkehr |
| Von                                 | Nach                      | 2005                                      | 2010                                      | 2015                                      | 2005                     | 2010                     | 2015                     |
| ----------------------------------- | ------------------------- | ----------------------------------------- | ----------------------------------------- | ----------------------------------------- | ------------------------ | ------------------------ | ------------------------ |
| Langenselbolder Dreieck (A 45/A 66) | Hanauer Kreuz             | 91.800                                    | 89.400                                    | 97.500                                    | 09,5 %                   | 10,6 %                   | 09,5 %                   |
| Hanauer Kreuz                       | AS Alzenau-Nord (A 45)    | 45.800                                    | 37.900                                    | 42.400                                    | 12,1 %                   | 14,6 %                   | 14,0 %                   |
| AS Erlensee (A 66)                  | Hanauer Kreuz             | 59.500                                    | 49.300                                    | 70.100                                    | 05,4 %                   | 05,8 %                   | 04,3 %                   |
| Hanauer Kreuz                       | AS Hanau-Wolfgang (B 43a) | keine Daten                               | keine Daten                               | keine Daten                               | keine Daten              | keine Daten              | keine Daten              |